# Skil-Shimano/2011
Deze pagina geeft een overzicht van de Skil-Shimano-wielerploeg in  2011.

## Algemeen
Sponsors: Skil, Shimano
Algemeen manager: Iwan Spekenbrink
Ploegleiders: Piet Hoekstra, Rudie Kemna, Merijn Zeeman
Fietsmerk: Koga Miyata

## Renners
| Naam                | Geboortedatum | Nationaliteit | Ploeg 2010                                                 |
| ------------------- | ------------- | ------------- | ---------------------------------------------------------- |
| Thomas Bonnin       | 10-05-1989    | Frankrijk     | AG2R-La Mondiale (stagiair)                                |
| Robin Chaigneau     | 02-09-1988    | Nederland     |                                                            |
| Cheng Ji            | 24-10-1987    | China         |                                                            |
| Roy Curvers         | 29-12-1979    | Nederland     |                                                            |
| Bert De Backer      | 02-04-1984    | België        |                                                            |
| Thomas Damuseau     | 18-03-1989    | Frankrijk     | Chambery Cyclisme Formation (t/m 31-07) va. 01-08 stagiair |
| Mitchell Docker     | 02-10-1986    | Australië     |                                                            |
| Yukihiro Doi        | 18-09-1983    | Japan         |                                                            |
| Johannes Fröhlinger | 06-06-1985    | Duitsland     | Team Milram                                                |
| Alexandre Geniez    | 02-09-1988    | Frankrijk     | Neo                                                        |
| Simon Geschke       | 13-03-1986    | Duitsland     |                                                            |
| Han Feng            | 12-04-1985    | China         |                                                            |
| Yann Huguet         | 02-05-1984    | Frankrijk     |                                                            |
| Kenny van Hummel    | 30-09-1982    | Nederland     |                                                            |
| Thierry Hupond      | 10-11-1984    | Frankrijk     |                                                            |
| Marcel Kittel       | 11-05-1988    | Duitsland     | Thüringer Energie Team                                     |
| Roger Kluge         | 05-02-1986    | Duitsland     | Team Milram                                                |
| Koen de Kort        | 08-09-1982    | Nederland     |                                                            |
| Martin Reimer       | 14-06-1987    | Duitsland     | Cervélo TestTeam                                           |
| Matthieu Sprick     | 02-09-1981    | Frankrijk     | Bbox Bouygues Télécom                                      |
| Albert Timmer       | 13-06-1985    | Nederland     |                                                            |
| Tom Veelers         | 14-09-1984    | Nederland     |                                                            |
| Ronan van Zandbeek  | 27-09-1988    | Nederland     | Van Vliet EBH Elshof (t/m 31-07) va. 01-08 stagiair        |

## Belangrijke overwinningen
| Ronde van Langkawi 3e etappe: Marcel Kittel Internationaal Wegcriterium 2e etappe: Simon Geschke Ronde van Drenthe 1e etappe: Kenny van Hummel 2e etappe: Kenny van Hummel Eindklassement: Kenny van Hummel Ronde van Turkije 8e etappe: Kenny van Hummel Vierdaagse van Duinkerke 1e etappe: Marcel Kittel 2e etappe: Marcel Kittel 3e etappe: Marcel Kittel 5e etappe: Marcel Kittel Puntenklassement: Marcel Kittel | Skoda Velothon Berlin Winnaar: Marcel Kittel Delta Tour Zeeland 1e etappe: Marcel Kittel Eindklassement: Marcel Kittel Halle-Ingooigem Winnaar: Roy Curvers Ronde van Oostenrijk 4e etappe: Alexandre Geniez Ronde van Polen 1e etappe: Marcel Kittel 2e etappe: Marcel Kittel 3e etappe: Marcel Kittel 7e etappe: Marcel Kittel | Ronde van Spanje 7e etappe: Marcel Kittel Memorial Rik van Steenbergen Winnaar: Kenny van Hummel Kampioenschap van Vlaanderen Winnaar: Marcel Kittel Eurométropole Tour 3e etappe: Tom Veelers Ronde van het Münsterland Winnaar: Marcel Kittel Herald Sun Tour 3e etappe: Marcel Kittel 5e etappe: Marcel Kittel Ronde van Hainan 3e etappe: Tom Veelers 6e etappe: Kenny van Hummel 7e etappe: Kenny van Hummel 9e etappe: Kenny van Hummel |

Mannen: 1999 · 2000 · 2001 · 2002 · 2003 · 2004 · 2005 · 2006 · 2007 · 2008 · 2009 · 2010 · 2011 · 2012 · 2013 · 2014 · 2015 · 2016 · 2017 · 2018 · 2019 · 2020 · 2021 · 2022 · 2023 · 2024 · 2025
Vrouwen: 2011 · 2012 · 2013 · 2014 · 2015 · 2016 · 2017 · 2018 · 2019 · 2020 · 2021 · 2022 · 2023 · 2024 · 2025